# محمد بن هلال الهلالي
محمد بن هلال بن محمود ملّا زادة الهلالي (1820 - 2 يوليو 1894) شاعر سوري من أهل القرن التاسع عشر الميلادي. ولد في حماة وتعلّم فيها وسكن دمشق في 1881 وعلت شهرته بمنادمته اللطيفة وظرفه وتواشيحه حتى عُد شاعر البلاد الشامية، ساجل شعراء العصر وأطراء بعضهم. له ديوان شعر.

## سيرته
ولد محمد بن محمد هلال بن محمود بن مصطفى بن عباس بن إسماعيل مُلّا زادة الهلالي سنة 1235 هـ/ 1820 م في حماة لأسرة من العلماء. نشأ بها وقرأ العلوم على علمائها منهم إبراهيم الملكي أخذ عنه النحو والصرف والمنطق، وأخد عن عمه زهير الفقه وغيره. 

توجه إلى دمشق في 1298 هـ /1881 م وسكنها. توفي بها يوم الاثنين 29 ذي الحجة 1311/ 2 يوليو 1894 ودفن بمقبرة الدحداح ورثاه شعراء كثيرون منهم عبد المجيد الخاني. 

## أدبه وشعره
تفنّن في الأدب والأساليب ونظم الشعر، وله نكت أدبية وشعرية. وقصائده تدل على رقة ذوقه ونباهة أفكاره ومهارته في القريض على أسلوب عصره. مدح كثيرًا من الوجهاء والأعيان وجمعت أشعاره في ديوان، طبعت في 1911. كانت بينه وبين مصطفى زين الدين الحمصي مفاكهات مدونة. 

## وصلات خارجية
- في بوابة الشعراء